# Vier-Türme-Verlag
Der Vier-Türme-Verlag ist ein zur Abtei Münsterschwarzach gehörender christlicher Verlag. Er wurde 1951 gegründet; Leiter ist Br. Ansgar Stüfe OSB, der seit Juni 2021 auch für die Klosterbibliothek verantwortlich ist. Der Verlagsname bezieht sich auf die vier Türme der Münsterschwarzacher Abteikirche.

## Geschichte
Der Verlag geht auf die Publikationstätigkeit der Missionsbenediktiner zurück, die 1913 die alte Abtei Schwarzach wiederbesiedelten. Bereits 1916 erschien ein erstes Werk, das noch im „Selbstverlag der Abtei Münsterschwarzach“ herausgegeben werden musste. 1922 entstand auf dem Klostergelände eine Buchhandlung. Es folgte eine Klosterdruckerei. Nach dem Zweiten Weltkrieg erhielt der Klosterverlag von den amerikanischen Besatzern die Druckgenehmigung. Zunächst war der Verlag in einer Baracke auf dem Klostergelände untergebracht.
Im Jahr 1951 wurde der Vier-Türme-Verlag gegründet. Seit 1965 erschien mit den „Münsterschwarzacher Studien“ eine wissenschaftliche Buchreihe, die historische und theologische Themen behandelt. Mit der Übernahme der Verlagsleitung durch den Mönch Anselm Grün OSB im Jahr 1978 änderte sich das Verlagsprogramm. Nun veröffentlichte man vor allem Ratgeberbücher; so wurden 1979 die „Münsterschwarzacher Kleinschriften“ ins Leben gerufen. Gleichzeitig entstanden auch immer mehr Kalenderserien. 
In den 1990er Jahren wurde der Verlag umstrukturiert und von Buchhandlung und Druckerei abgekoppelt. Mit der Übernahme der Verlagsleitung durch Pater Mauritius Wilde OSB im Jahre 1999 wird das Programm internationaler. Seit 2019 hat der ehemalige Arzt Pater Ansgar Stüfe OSB das Amt des Verlagsleiters inne; er ist auch als Autor tätig. 2021 arbeiteten elf Mitarbeiter im Vier-Türme-Verlag, der seit 2006 in den Räumlichkeiten des alten Hühnerstalls auf dem Klostergelände untergebracht ist.

## Programm
Der Verlag veröffentlicht Bücher zu Religion und Spiritualität, Ratgeber, Hörbücher, Karten und Kalender. Jährlich erscheinen etwa 40 Bücher neu. Unter den Buchreihen sind auch die Münsterschwarzacher Kleinschriften. Zu den Autoren gehören u. a. Burkhard Hose, Martin Kämpchen, Reinhard Körner, Odilo Lechner, Wunibald Müller, Henri J. M. Nouwen, Fidelis Ruppert, Georg Schwikart, Pierre Stutz, Paulus Terwitte und Petra Urban. Bekanntester Autor ist Anselm Grün, dessen Schriften einen Großteil des Umsatzes ausmachen.